# Chalet Pérez Carasa
El chalet Pérez Carasa es un edificio residencial situado en el municipio español de Punta Umbría, en la provincia de Huelva. Levantado en la década de 1930, en la actualidad se encuentra preservado.

## Características
El chalet se levantó según un proyecto del arquitecto José María Pérez Carasa fechado en 1935. Se trata de una vivienda unifamiliar situada junto a la playa de Punta Umbría, destinada a servir como residencia de vacaciones. Desde un punto de vista arquitectónico, destaca por su imagen exterior racionalista que se ve afianzada a partir de detalles constructivos rigurosos y depurados.
El edificio retoma una tipología arquitectónica tradicional de la zona, y se eleva sobre el terreno mediante pilotis. De esta forma, libera la planta baja para su uso como zona de jardín y de servicios complementarios a la residencia. En la planta superior también tienen presencia otros temas arquitectónicos locales, como son el del porche de acceso desde la playa o el mirador circular del salón. La distribución general responde más a criterios funcionalistas que buscan aprovechar al máximo las posibilidades que ofrece el espacio libre generado por la estructura de pórticos de hormigón.